# Vegetació azonal
La vegetació azonal és la vegetació que apareix dins la mateixa zona bioclimàtica, no sent-hi en principi esperable, a causa d'alguna alteració puntual que esdevé crucial i que caracteritza la comunitat vegetal que s'hi assenta.
La vegetació zonal és la flora esperable i dominant d'un territori, ja que ve determinada per la climatologia general, que és el factor més important que determina la naturalesa de les comunitats vegetals.
Tanmateix, en el cas excepcional de l'existència de factors ambientals locals extrems (generalment edàfics), aquests prenen preponderància sobre l'efecte de la climatologia general. En l'ecologia de les plantes, aleshores el clima té un paper secundari i això dona lloc a l'aparició d'una flora diferent i peculiar, anomenada vegetació azonal. Les comunitats que es desprenen d'aquest tipus de flora s'anomenen «comunitats permanents».